# ویکتوریا ساوتسوا
ویکتوریا ساوتسوا (انگلیسی: Viktoriia Savtsova؛ زادهٔ ۱۰ december ۱۹۹۷ (۲۷ سال)) ورزشکار ورزش شنا اهل اوکراین است.
وی در مسابقات کشوری و بین‌المللی در مجموع برندهٔ ۲ مدال طلا، ۶ مدال نقره شده‌است.